# The National (телепрограмма)
The National (официальное название CBC News: The National) — канадская национальная телевизионная программа новостей, которая является главной программой для англоязычного отдела новостей CBC News от Canadian Broadcasting Corporation и выходит в разных форматах с 1954 года. Она сообщает о главных канадских и международных новостях, транслируемых на телевизионных станциях CBC по всей стране с воскресенья по пятницу в 22:00 по местному времени (22:30 вечера NT).
Программа также транслируется на CBC News Network. В будние дни первоначальная версия, которая транслируется в прямом эфире в Атлантической Канаде по основной сети, одновременно транслируется на CBC News Network в 21:00 ET, с несколькими повторными трансляциями в течение ночи. До августа 2005 года The National смотрели в Соединённых Штатах на ныне не существующем канале Newsworld International. Также программа продолжает время от времени выходить в эфир на американском канале C-SPAN, когда эта сеть хочет освещать важные сюжеты канадских новостей или канадское мнение касательно мирового или американского события.
National выходит в эфир в Австралии на SBS и доступен на SBS ON Demand.
The National и другие выпуски новостей CBC, включая ранние вечерние местные выпуски новостей станций, принадлежащих и управляемых CBC, транслируются на веб-сайте CBC; лица, проживающие за пределами Канады, могут не иметь возможности просматривать определенное содержание.
Дочерним франкоязычным выпуском новостей The National является Le Téléjournal, транслируемый телевизионной сетью Radio-Canada.